# Platylampona
Platylampona là một chi nhện trong họ Lamponidae.